# 중세 몽골어
중세 몽골어는 몽골 제국에서 사용되던 몽골어족의 코이네 언어이다. 징기즈 칸의 고향인 몽골 북동부에 기원을 두며 제국의 붕괴 이후 여러 몽골계 언어로 분화되었다. 현대 몽골어와 비교할 때 장모음이 없고 모음 조화, 동사 체계나 격 체계 등에 차이가 있는 것으로 알려졌다.

## 정의
몽골어족의 공통 조상 언어인 몽골조어와 가깝다. 몽골조어는 12세기에 징기즈 칸이 여러 몽골 부족들을 휘하에 통합하여 카마그 몽골을 형성한 시기의 언어로 상정되기 때문이다. 중세 몽골어와 몽골조어 사이에 "고대 몽골어"에 해당할 다른 형태의 기록된 몽골어가 존재하지 않기 때문에 "중세 몽골어"라는 명칭은 오해의 여지가 있다.
유하 얀후넨 (2006)은 거란어를 "측몽골어족"이라는 분류에 포함하였는데, 이는 거란어가 몽골조어의 직계 후손이 아니라 자매 분파에 해당한다는 의미이다. 알렉산더 보빈은 토욕혼어를 또다른 "측몽골어족" 언어로 특정하였다.

## 같이 보기
- 마하칼라 찬가
- 후이스 톨고이 비문